# Hexanematichthys mastersi
Hexanematichthys mastersi är en fiskart som först beskrevs av Ogilby, 1898.  Hexanematichthys mastersi ingår i släktet Hexanematichthys och familjen Ariidae. Inga underarter finns listade i Catalogue of Life.